# Tres Turons
|  | Per a altres significats, vegeu «els Tres Turons». |

Els Tres Turons són tres muntanyes que es troben a Barcelona:
- El turó de la Rovira, amb el parc del Guinardó i la Font del Qüento.[2]
- El turó del Carmel, amb el Parc Güell i el Parc del Carmel.
- El turó de la Creueta del Coll, amb el Parc de la Creueta del Coll.

Antigament separaven el terme municipal d'Horta dels de Gràcia i Sant Martí de Provençals, i l'alineació formada pel turó del Carmel i el de la Rovira era coneguda com la Muntanya Pelada. Estan units pel coll del Portell, o de Font-rúbia.

## Història
El Pla Comarcal del 1953 i el Pla General Metropolità del 1976 van preveure la creació d'un parc urbà d'una extensió de 150 hectàrees, que havia d'incloure els turons dela Rovira, el Carmel, el Coll, el Parc Güell i el Putxet. Fins al 2005 poca cosa s'hi va fer, a part de plantar arbres i obrir algun camí. El 2009 es va aprovar una modificació del PGM
projecte que afecta poc més de 122 hectàrees, després d'un llarg procés de negociació amb els veïns de la zona, desafectant 464 habitatges dels més de 700 que ho eren en el primer planejament.
Està previst que les obres es duguin a terme en diverses etapes, i el nou parc tindrà dues zones diferenciades: el nucli central, d'unes 90 hectàrees, i la zona perimetral, d'unes 25 hectàrees. Els 173 habitatges que es troben a l'àrea central seran traslladats al perímetre del parc.

## Geologia
Els Tres Turons formen part de la Serralada Litoral i estan separats de Collserola per una falla que ha format les valls d'Horta i de Sarrià. Estan formats principalment per roques metamòrfiques (esquists i pissarres) de l'era primària (paleozoic), sobre un subsòl granític producte d'una intrusió de magma durant l'orogènia hercinià, fa 300 milions d'anys. L'augment de pressió i temperatura causat per aquest magma calent alterà les roques del voltant —la qual cosa s'anomena metamorfisme de contacte—, i forma una aurèola metamòrfica que arriba a uns dos quilòmetres d'ample en molts llocs. Així es pot observar de manera discontínua afloraments granítics, seguits més amunt de la sèrie de roques metamorfosades: a l'aurèola interna corneanes —en contacte amb el granit— i micacites, i a l'aurèola externa filites, que passen gradualment a les pissarres menys metamorfosades de la resta de la serra.
L'explotació de les pedreres des de principis del segle xx per a produir calç i també pedra per a la construcció de murs, va tenir dos fronts, les de Casa Vélez, a l'extrem est del barri tocant al Guinardó, que van durar fins a la Guerra Civil, i les de Can Baró, propietat d'Anselm de Riu i Fontanilles, que l'any 1920 va comprar 45.000 m² de la Font Castellana fins al carrer de Gran Vista. Va cedir l'explotació l'any 1939 a Enric Vila Nogareda, que les va tenir actives fins a l'any 1967. El resultat són uns esvorancs que trenquen el barri per diverses parts, i l'any 1991 va construir-se el pont de Mühlberg per a unir un dels carrers destruïts.